# Chiesa delle Anime (Paulilatino)
La chiesa delle Anime, conosciuta anche come "San Giovanni Battista",  è un edificio religioso situato a Paulilatino, centro abitato della Sardegna centrale.
Probabilmente edificata nel XVI secolo e consacrata al culto cattolico, fa parte della parrocchia di San Teodoro che risulta ubicata sul suo lato sinistro, a pochi metri di distanza.